# Mikro (kniha)
Mikro (v orig. Micro) je poslední rozpracovaný román amerického spisovatele Michaela Crichtona (1942 - 2008). V USA vyšel roku 2011, v Česku pak vydalo knihu s překladem Michala Prokopa nakladatelství Euromedia Group v roce 2013. Autor měl dílo pouze rozvržené a zemřel dříve, než na něm mohl začít pracovat. Proto jej prakticky celé napsal a dokončil další americký autor Richard Preston.

## Děj
Skupina studentů je nalákána na Havajské ostrovy, kde se mají ucházet o výzkumnou práci v ambiciózní nové společnosti Nanigen. Nanigen vlastní převratnou technologii, dokáže silným magnetickým polem zmenšit předměty i živé bytosti zhruba stonásobně a vypustit je tak do mikrosvěta. Zločinný ředitel společnosti Vin Drake potřebuje zničit důkazy o svých nekalých praktikách a sedm studentů spolu s jedním zaměstnancem podvodem nažene do zmenšovacího přístroje - tenzoru - a následně zmenší na velikost pouhých 13 milimetrů. Chce je poté zahubit, ale malincí lidé uprchnou a musí se pokusit přežít v nepřátelském světě tropického pralesa, plného (nyní) obřího hmyzu a gigantických rostlin. Jen díky svým biologickým znalostem mají šanci přežít...